# Démographie du Puy-de-Dôme
La démographie du Puy-de-Dôme est caractérisée par une densité moyenne et une population en croissance modérée depuis les années 1950.
Avec ses 664 385 habitants en 2022, le département français du Puy-de-Dôme se situe en 39e position sur le plan national.
En six ans, de 2015 à 2021, sa population s'est accrue de près de 14 800 unités, c'est-à-dire de plus ou moins 2 500 personnes par an. Mais cette variation est différenciée selon les 464 communes que comporte le département.
La densité de population du Puy-de-Dôme, 83,4 habitants par kilomètre carré en 2022, est inférieure à celle de la France entière qui est de 107,1 hab./km2 pour la même année.

## Évolution démographique du Puy-de-Dôme
Le département a été créé par décret du 4 mars 1790. Il comporte alors huit districts (Clermont-Ferrand, Riom, Ambert, Thiers, Issoire, Besse, Billom, Montaigu). Le premier recensement sera réalisé en 1801 et ce dénombrement, reconduit tous les cinq ans à partir de 1821, permettra de connaître plus précisément l'évolution des territoires.
Avec 573 106 habitants en 1831, le département représente 1,76 % de la population française, qui est alors de 32 569 000 habitants. De 1831 à 1866, il va perdre 1 416 habitants, soit une baisse de 0,1 % moyen par an, contre un taux d'accroissement national de 0,48 % sur cette même période.
L'évolution démographique se poursuit à la baisse entre la Guerre franco-prussienne de 1870 et la Première Guerre mondiale. Sur cette période, la population perd 40 547 habitants, soit -7,16 % alors qu'elle croît de 10 % au niveau national. La population perd encore 0,90 % pour la période de l'entre-deux guerres courant de 1921 à 1936 parallèlement à une croissance au niveau national de 6,9 %.
À l'instar des autres départements français, le Puy-de-Dôme va ensuite connaître un essor démographique après la Seconde Guerre mondiale. Le taux d'accroissement démographique entre 1946 et 2017 est de 36 % alors qu'il est de 65 % au niveau national.
En 2022, le département comptait 664 385 habitants, en évolution de +2,1 % par rapport à 2016 (France hors Mayotte : +2,11 %).
| 1791 | 1801    | 1806    | 1821    | 1826    | 1831    | 1836    | 1841    | 1846    |
| ---- | ------- | ------- | ------- | ------- | ------- | ------- | ------- | ------- |
| -    | 507 128 | 542 834 | 553 410 | 566 573 | 573 106 | 589 438 | 591 458 | 601 594 |

| 1851    | 1856    | 1861    | 1866    | 1872    | 1876    | 1881    | 1886    | 1891    |
| ------- | ------- | ------- | ------- | ------- | ------- | ------- | ------- | ------- |
| 596 897 | 590 062 | 576 409 | 571 690 | 566 463 | 570 207 | 566 064 | 570 964 | 564 266 |

| 1896    | 1901    | 1906    | 1911    | 1921    | 1926    | 1931    | 1936    | 1946    |
| ------- | ------- | ------- | ------- | ------- | ------- | ------- | ------- | ------- |
| 555 078 | 544 194 | 535 419 | 525 916 | 490 560 | 515 399 | 500 590 | 486 130 | 478 903 |

| 1954    | 1962    | 1968    | 1975    | 1982    | 1990    | 1999    | 2006    | 2011    |
| ------- | ------- | ------- | ------- | ------- | ------- | ------- | ------- | ------- |
| 481 380 | 508 928 | 547 743 | 580 033 | 594 365 | 598 213 | 604 266 | 623 463 | 635 469 |

| 2016    | 2021    | 2022    | - | - | - | - | - | - |
| ------- | ------- | ------- | - | - | - | - | - | - |
| 650 700 | 662 285 | 664 385 | - | - | - | - | - | - |

## Population par divisions administratives

### Arrondissements
Le département du Puy-de-Dôme comporte cinq arrondissements. La population se concentre principalement sur l'arrondissement de Clermont-Ferrand, qui recense 55 % de la population totale du département en 2022, avec une densité de 398,6 hab./km2, contre 21 % pour l'arrondissement de Riom, 12 % pour celui d'Issoire, 8 % pour celui de Thiers et 4 % pour celui d'Ambert.
| Arrondissement   | Population(2022) | Variation(2022/2016)                       | Superficie(km2) | Densité(hab./km2) |
| ---------------- | ---------------- | ------------------------------------------ | --------------- | ----------------- |
| Clermont-Ferrand | 363 807          | en évolution de +2,76 % par rapport à 2016 | 912,6           | 398,6             |
| Riom             | 137 711          | en évolution de +1,88 % par rapport à 2016 | 2 705,3         | 50,9              |
| Issoire          | 78 817           | en évolution de +1,62 % par rapport à 2016 | 2 268,5         | 34,7              |
| Thiers           | 56 454           | en évolution de +0,24 % par rapport à 2016 | 853,5           | 66,1              |
| Ambert           | 27 596           | en évolution de −0,04 % par rapport à 2016 | 1 229,8         | 22,4              |
| Source : Insee.  |                  |                                            |                 |                   |

### Communes de plus de5 000 habitants
Sur les 464 communes que comprend le département du Puy-de-Dôme, 54 ont en 2021 une population municipale supérieure à 2 000 habitants, 19 ont plus de 5 000 habitants et dix ont plus de 10 000 habitants : Clermont-Ferrand, Cournon-d'Auvergne, Riom, Chamalières, Issoire, Pont-du-Château, Thiers, Beaumont, Gerzat et Aubière.
Les évolutions respectives des communes de plus de 5 000 habitants sont présentées dans le tableau ci-après.
| Commune            | Population(2022) | Variation(2022/2016)                       | Superficie(km2) | Densité(hab./km2) |
| ------------------ | ---------------- | ------------------------------------------ | --------------- | ----------------- |
| Clermont-Ferrand   | 147 751          | en évolution de +3,55 % par rapport à 2016 | 42,67           | 3 462,6           |
| Cournon-d'Auvergne | 20 020           | en évolution de −0,53 % par rapport à 2016 | 18,58           | 1 077,5           |
| Riom               | 18 680           | en évolution de −1,83 % par rapport à 2016 | 31,97           | 584,3             |
| Chamalières        | 17 591           | en évolution de +1,79 % par rapport à 2016 | 3,77            | 4 666             |
| Issoire            | 15 078           | en évolution de +2,84 % par rapport à 2016 | 19,69           | 765,8             |
| Pont-du-Château    | 12 422           | en évolution de +11 % par rapport à 2016   | 21,61           | 574,8             |
| Thiers             | 11 686           | en évolution de −0,12 % par rapport à 2016 | 44,49           | 262,7             |
| Beaumont           | 10 787           | en évolution de −1,72 % par rapport à 2016 | 4,01            | 2 690             |
| Gerzat             | 10 268           | en évolution de −2,53 % par rapport à 2016 | 16,28           | 630,7             |
| Aubière            | 10 273           | en évolution de +0,86 % par rapport à 2016 | 7,68            | 1 337,6           |
| Cébazat            | 8 949            | en évolution de +8,15 % par rapport à 2016 | 10,02           | 893,1             |
| Lempdes            | 8 646            | en évolution de +4,09 % par rapport à 2016 | 12,3            | 702,9             |
| Romagnat           | 7 905            | en évolution de +3,55 % par rapport à 2016 | 16,84           | 469,4             |
| Ambert             | 6 556            | en évolution de −2,25 % par rapport à 2016 | 60,48           | 108,4             |
| Ceyrat             | 6 548            | en évolution de +2,76 % par rapport à 2016 | 9,35            | 700,3             |
| Lezoux             | 6 468            | en évolution de +6,7 % par rapport à 2016  | 34,69           | 186,5             |
| Châtel-Guyon       | 6 294            | en évolution de +2,26 % par rapport à 2016 | 14,06           | 447,7             |
| Le Cendre          | 5 455            | en évolution de +2,35 % par rapport à 2016 | 4,23            | 1 289,6           |
| Vic-le-Comte       | 5 336            | en évolution de +5,14 % par rapport à 2016 | 18,09           | 295               |
| Source : Insee.    |                  |                                            |                 |                   |

## Structures des variations de population

### Soldes naturels et migratoires depuis 1968
La variation moyenne annuelle avait baissé de 1968 jusqu'à 1999, passant de 0,8 à 0,1 %. Depuis, ce taux est remonté à 0,4 %.
Le solde naturel annuel qui est la différence entre le nombre de naissances et le nombre de décès enregistrés au cours d'une même année, a baissé, passant de 0,4 à 0 %. La baisse du taux de natalité, qui passe de 16 à 9,9 ‰, n'est que très partiellement compensée par une baisse du taux de mortalité, qui passe de 11,7 à 10 ‰.
Après avoir baissé de 0,4 à −0,1 % sur la période courant de 1968 à 1990, le flux migratoire est redevenu positif jusqu'à 0,3 % dans la période 2015-2021. 
| Indicateurs démographiques                       | 1968 à1975 | 1975 à1982 | 1982 à1990 | 1990 à1999 | 1999 à2010 | 2010 à2015 | 2015 à2021 |
| ------------------------------------------------ | ---------- | ---------- | ---------- | ---------- | ---------- | ---------- | ---------- |
| Variation annuelle moyenne de la population en % | 0,8        | 0,3        | 0,1        | 0,1        | 0,4        | 0,5        | 0,4        |
| - due au solde naturel en %                      | 0,4        | 0,2        | 0,2        | 0,0        | 0,1        | 0,1        | -0,0       |
| - due au solde apparent des entrées sorties en % | 0,4        | 0,1        | -0,1       | 0,1        | 0,3        | 0,3        | 0,4        |
| Taux de natalité en ‰                            | 16,0       | 13,1       | 11,9       | 10,3       | 10,8       | 10,8       | 9,9        |
| Taux de mortalité en ‰                           | 11,7       | 10,9       | 10,4       | 9,9        | 9,6        | 9,5        | 10,0       |
| Source : Insee.                                  |            |            |            |            |            |            |            |

### Mouvements naturels sur la période 2014-2022
En 2014, 6 908 naissances ont été dénombrées contre 5 996 décès. Le nombre annuel des naissances a diminué depuis cette date, passant à 6 055 en 2022, indépendamment à une augmentation, mais relativement faible, du nombre de décès, avec 7 091 en 2022. Le solde naturel est ainsi négatif et diminue, passant de 912 à −1 036.
Pour des raisons techniques, il est temporairement impossible d'afficher le graphique qui aurait dû être présenté ici.

## Densité de population
La densité de population est en augmentation depuis 1968.
En 2021, la densité était de 83,1 hab./km2.
| 1968 |  | 68.7 |  |

| 1975 |  | 72.8 |  |

| 1982 |  | 74.6 |  |

| 1990 |  | 75.1 |  |

| 1999 |  | 75.8 |  |

| 2010 |  | 79.3 |  |

| 2015 |  | 81.2 |  |

| 2021 |  | 83.1 |  |

## Répartition par sexes et tranches d'âges
La population du département est plus âgée qu'au niveau national.
En 2021, le taux de personnes d'un âge inférieur à 30 ans s'élève à 33,9 %, soit en dessous de la moyenne nationale (35,1 %). À l'inverse, le taux de personnes d'âge supérieur à 60 ans est de 28,5 % la même année, alors qu'il est de 26,6 % au niveau national.
En 2021, le département comptait 320 530 hommes pour 341 755 femmes, soit un taux de 51,60 % de femmes, légèrement inférieur au taux national (51,61 %).
Les pyramides des âges du département et de la France s'établissent comme suit.
| Hommes | Classe d’âge | Femmes |
| ------ | ------------ | ------ |
| 0,7    | 90 ou +      | 2,1    |
| 7,4    | 75-89 ans    | 10,2   |
| 17,7   | 60-74 ans    | 18,6   |
| 20,2   | 45-59 ans    | 19,2   |
| 18,4   | 30-44 ans    | 17,4   |
| 18,6   | 15-29 ans    | 17,2   |
| 17     | 0-14 ans     | 15,3   |

| Hommes | Classe d’âge | Femmes |
| ------ | ------------ | ------ |
| 0,7    | 90 ou +      | 1,9    |
| 7,0    | 75-89 ans    | 9,5    |
| 16,6   | 60-74 ans    | 17,5   |
| 20,0   | 45-59 ans    | 19,5   |
| 18,8   | 30-44 ans    | 18,3   |
| 18,3   | 15-29 ans    | 16,7   |
| 18,6   | 0-14 ans     | 16,7   |

## Répartition par catégories socioprofessionnelles
La catégorie socioprofessionnelle des retraités est surreprésentée par rapport au niveau national. Avec 29 % en 2021, elle est 2,2 points au-dessus du taux national (26,8 %). La catégorie socioprofessionnelle des cadres et professions intellectuelles supérieures est quant à elle sous-représentée par rapport au niveau national. Avec 9,1 % en 2021, elle est 1 point en dessous du taux national (10,1 %).
| Catégorie socioprofessionnelle                    | 2015    | 2015 | 2021    | 2021 | Détails de l'année 2021 | Détails de l'année 2021 | Détails de l'année 2021            | Détails de l'année 2021            | Détails de l'année 2021            |
| Catégorie socioprofessionnelle                    | Nb      | %    | Nb      | %    | Hommes                  | Femmes                  | Part en % de la population âgée de | Part en % de la population âgée de | Part en % de la population âgée de |
| Catégorie socioprofessionnelle                    | Nb      | %    | Nb      | %    | Hommes                  | Femmes                  | 15 à 24 ans                        | 25 à 54 ans                        | 55 ans ou +                        |
| ------------------------------------------------- | ------- | ---- | ------- | ---- | ----------------------- | ----------------------- | ---------------------------------- | ---------------------------------- | ---------------------------------- |
| Agriculteurs exploitants                          | 6 098   | 1,1  | 5 828   | 1,0  | 4 113                   | 1 715                   | 0,2                                | 1,5                                | 0,9                                |
| Artisans, commerçants, chefs d'entreprise         | 18 710  | 3,5  | 20 153  | 3,6  | 14 125                  | 6 027                   | 0,7                                | 6,0                                | 2,2                                |
| Cadres et professions intellectuelles supérieures | 44 174  | 8,2  | 50 329  | 9,1  | 28 422                  | 21 907                  | 2,3                                | 16,2                               | 4,0                                |
| Professions intermédiaires                        | 72 893  | 13,5 | 78 927  | 14,2 | 35 896                  | 43 030                  | 8,0                                | 25,0                               | 5,2                                |
| Employés                                          | 87 638  | 16,2 | 83 175  | 15,0 | 20 617                  | 62 558                  | 14,4                               | 23,4                               | 6,4                                |
| Ouvriers                                          | 69 436  | 12,8 | 65 462  | 11,8 | 52 319                  | 13 143                  | 11,5                               | 18,9                               | 4,5                                |
| Retraités                                         | 158 125 | 29,2 | 161 084 | 29,0 | 73 874                  | 87 210                  | 0,0                                | 0,2                                | 69,4                               |
| Autres personnes sans activité professionnelle    | 84 149  | 15,5 | 90 879  | 16,3 | 36 790                  | 54 089                  | 62,9                               | 8,8                                | 7,4                                |
| Ensemble                                          | 541 223 | 100  | 555 836 | 100  | 266 156                 | 289 680                 | 100                                | 100                                | 100                                |
| Sources : Insee,.                                 |         |      |         |      |                         |                         |                                    |                                    |                                    |